# B. Pålssons Båtvarv
B. Pålssons Båtvarv, senare AB Bernh. Pålssons Båtvarv, var ett varv i Råå.
Fiskarsonen Bernhard Pålsson (1880-1957) gick i lära som båtbyggare på Sven Peter Nilssons varv i Råå. År 1910 började han bygga egna båtar i hamnen och flyttade efter några år över till södra sidan av åkroken. Han byggde fiskebåtar, framför allt bukiga kvasar, men också lotsbåtar, tullbåtar och livbåtar. På 1920-talet byggde han främst livbåtar och andra mindre båtar, men också fritidsbåtar.
Varvet ombildades 1936 till aktiebolag. Jonassons rederier gick 1949 in som ägare i verksamheten, varvid sex båtbyggare lämnade varvet för att starta AB Råå Båtvarv. Varvet lades ned 1955 och hade då levererat omkring 1 400 båtar, varav hälften livbåtar.
År 1961 flyttade Bröderna Linds motorverkstad in i lokalerna. 

## Byggda fartyg i urval
- LA 338 Jänta, fiskebåt, som idag står på Råå museum för fiske och sjöfart
- Saga, fiskebåt byggd 1913 för Bernard Pålssons bröder Paul och Sven
- Kyllaj, byggd 1927 som lotsfartyg till Kyllaj på Gotland
- M/Y Abu Markub, konstruerad av C G Pettersson, 1928
- Biscaya, byggt 1934 som jordenrunt-fartyg, numera seglande scoutskolskepp